# Відносини Косово — Європейський Союз
Відносини між Європейським Союзом і Косово були офіційно встановлені після проголошення ним незалежності в 2008 році. Косово (відповідно до статусу, визначеного Резолюцією Ради Безпеки ООН 1244) бере участь у процесі стабілізації та асоціації на Балканах і визнано потенційним кандидатом на членство в ЄС.

## Історія
Косово проголосило свою незалежність від Сербії після війни, взявши за основу розпад колишньої Югославії та різноманітні конфлікти, що випливають із цього. Протягом цього періоду держави-члени Союзу та країни НАТО втрутилися в політичну, військову, а потім і юридичну справу, щоб зупинити конфлікти та відновити мир на Балканах.
Для кількох країн регіону визнання Косова на комерційному та дипломатичному рівнях не є певним. Більше того, її незалежність визнають лише 22 із 27 країн Союзу. Отже, відсутність чіткої позиції з боку Європейської комісії, а також проблеми корупції та політична, дипломатична та економічна нестабільність Косова поки не дозволяють розпочати процедури вступу. Незважаючи на ці обставини, фінансова допомога та регулярний діалог з метою його стабілізації надають Косову статус потенційного кандидата в Союз. 23 квітня 2008 року, віце-прем'єр-міністр Гаредін Кучі розглядав вступ до Європейського Союзу як «першочерговий і сподівався досягти цієї мети у 2015 році».

## Позиції членів ЄС щодо Косово
22 країни ЄС визнають Косово як незалежну державу:  Німеччина,  Австрія,  Бельгія,  Болгарія,  Хорватія,  Данія,  Естонія,  Фінляндія,  Франція,  Угорщина,  Ірландія,  Італія,  Латвія,  Литва,  Люксембург,  Мальта,  Нідерланди,  Польща,  Португалія,  Словенія,  Швеція і  Чехія.
П’ять країн ЄС не визнають незалежности Косова:  Кіпр,  Іспанія,  Греція,  Румунія і  Словаччина. За винятком Греції, через православну солідарність ці країни мають потенційно сепаратистські, сепаратистські або внутрішні прикордонні проблеми, приклад Косова ризикує відновити напругу. Це країна Басків і Каталонія для Іспанії, Північний Кіпру для Кіпру та угорська меншина в Румунії та Словаччині.

### Колишні члени та країни-кандидати
- Сербія, кандидатка на вступ до Європейського Союзу не визнає незалежність Косова.
- Велика Британія, у червні 2020 року визнає Косово та має добрі відносини.

## Роль Європейського Союзу в Косово
ЄС робить внесок у «стабільності Косово через свою місію верховенство права»: EULEX, її спеціальний представник і Міжнародне цивільне відомство в Приштині. Європейська комісія також дає рекомендації щодо засобів, які необхідно застосувати для виконання критеріїв членства в ЄС, які викладені в Європейському партнерстві для Косово.
Щодо питання відносин із Сербією після здобуття незалежності, ЄС визначає їх покращення як передумову для просування процесу зближення Сербії та ЄС. Таким чином, Угода про стабілізацію та асоціацію (SAA), підписана між ЄС та Сербією, набула чинности лише після підписання угоди про нормалізацію відносин між Косово та Сербією в квітні 2013 року в якому ЄС виступав посередником, зокрема тому, що країни-члени ЄС не всі погоджуються щодо політики визнання Косово.
Саме Косово у 2015 році ратифікувало ССА з ЄС, яке набуло чинності в 2016 році і регулює їхні відносини.